# Liste der Biografien/Schneider, A
Liste der Biografien |
Portal Biografien |
A Personensuche
# |
A |
B |
C |
D |
E |
F |
G |
H |
I |
J |
K |
L |
M |
N |
O |
P |
Q |
R |
S |
T |
U |
V |
W |
X |
Y |
Z |
?
 
Sa |
Sb |
Sc |
Sd |
Se |
Sf |
Sg |
Sh |
Si |
Sj |
Sk |
Sl |
Sm |
Sn |
So |
Sp |
Sq |
Sr |
Ss |
St |
Su |
Sv |
Sw |
Sy |
Sz
 
Sca–Sce |
Sch |
Sci–Scz
 
Scha |
Schc |
Schd |
Sche |
Schg |
Schi |
Schj |
Schk |
Schl |
Schm |
Schn |
Scho |
Schp |
Schr |
Schs |
Scht |
Schu |
Schv |
Schw |
Schy
 
Schna |
Schne |
Schni |
Schno |
Schnu |
Schny
 
Schneb |
Schnec |
Schned |
Schnee |
Schneg |
Schneh |
Schnei |
Schnek |
Schnel |
Schnep |
Schner |
Schnet |
Schneu |
Schnew |
Schney |
Schnez
 
Schneib |
Schneic |
Schneid |
Schneie |
Schneik |
Schneis |
Schneit
 
Schneida |
Schneide |
Schneidh |
Schneidl |
Schneidm |
Schneidr |
Schneidt
 
Schneidem |
Schneiden |
Schneider |
Schneidew
 
Schneider, A |
Schneider, B |
Schneider, C |
Schneider, D |
Schneider, E |
Schneider, F |
Schneider, G |
Schneider, H |
Schneider, I |
Schneider, J |
Schneider, K |
Schneider, L |
Schneider, M |
Schneider, N |
Schneider, O |
Schneider, P |
Schneider, R |
Schneider, S |
Schneider, T |
Schneider, U |
Schneider, V |
Schneider, W |
Schneider, Y |
Schneiderb |
Schneidere |
Schneiderf |
Schneiderh |
Schneiderl |
Schneiderm |
Schneidero |
Schneiders |
Schneiderw
Die Liste der Biografien führt alle Personen auf, die in der deutschsprachigen Wikipedia einen Artikel haben. Dieses ist eine Teilliste mit 77 Einträgen von Personen, deren Namen mit den Buchstaben „Schneider, A“ beginnt.

## Schneider, A

### Schneider, Aa
- Schneider, Aaron (* 1965), US-amerikanischer Kameramann und Filmregisseur

### Schneider, Ab
- Schneider, Abdias († 1733), deutscher Organist und Kirchenmusikdirektor

### Schneider, Ac
- Schneider, Achim (* 1934), deutscher Wasserballspieler
- Schneider, Achim (* 1950), deutscher Gynäkologe

### Schneider, Ad
- Schneider, Adalbert (1904–1941), deutscher Marineoffizier, zuletzt Korvettenkapitän im Zweiten Weltkrieg
- Schneider, Adam (1860–1931), deutscher Bibliothekar
- Schneider, Adolf (1806–1886), deutscher Verwaltungsjurist
- Schneider, Adolf T. (* 1961), deutsch-amerikanischer Unternehmer, Reservestabsoffizier (Oberst) und Heimatforscher

### Schneider, Ag
- Schneider, Agnellus (1913–2007), deutscher Salvatorianerpater, Schriftsteller und engagierter Ökologe

### Schneider, Ai
- Schneider, Aimé (1844–1932), französischer Zoologe und Hochschullehrer

### Schneider, Al
- Schneider, Alan (1917–1984), russisch-US-amerikanischer Theater- und Filmregisseur
- Schneider, Albert, deutscher Fußballtrainer
- Schneider, Albert (1833–1910), deutscher Eisenbahndirektor
- Schneider, Albert (1836–1904), schweizerischer Rechtswissenschaftler und Romanist
- Schneider, Albert (1897–1986), kanadischer Boxer
- Schneider, Albert (1900–1936), deutscher Motorradrennfahrer
- Schneider, Albin (1925–2014), deutscher VP-General
- Schneider, Albrecht (* 1949), deutscher Musikwissenschaftler
- Schneider, Alexander (1882–1932), deutscher Jurist und Politiker (Zentrum), Mitglied der Nationalversammlung 1919
- Schneider, Alexander (1908–1993), amerikanischer Violinist und Dirigent
- Schneider, Alexander (* 1993), deutscher Fußballspieler und Trainer
- Schneider, Alexander von (1845–1909), Oberkonsistorialpräsident der Evangelisch-Lutherischen Kirche in Bayern
- Schneider, Alfons (1923–2011), deutscher Politiker (SPD)
- Schneider, Alfons Maria (1896–1952), deutscher Christlicher Archäologe und Byzantinist
- Schneider, Alfred, deutscher Fußballspieler
- Schneider, Alfred (1876–1941), deutscher Löwendompteur
- Schneider, Alfred (1895–1968), deutscher Politiker (SPD), MdL
- Schneider, Alfred (1907–1994), deutscher Politiker (SPD), MdL
- Schneider, Alfred (1911–1998), deutscher Jurist und Verwaltungsbeamter
- Schneider, Aliocha (* 1993), kanadischer Singer-Songwriter und SchauspielerAliocha Schneider (* 1993)

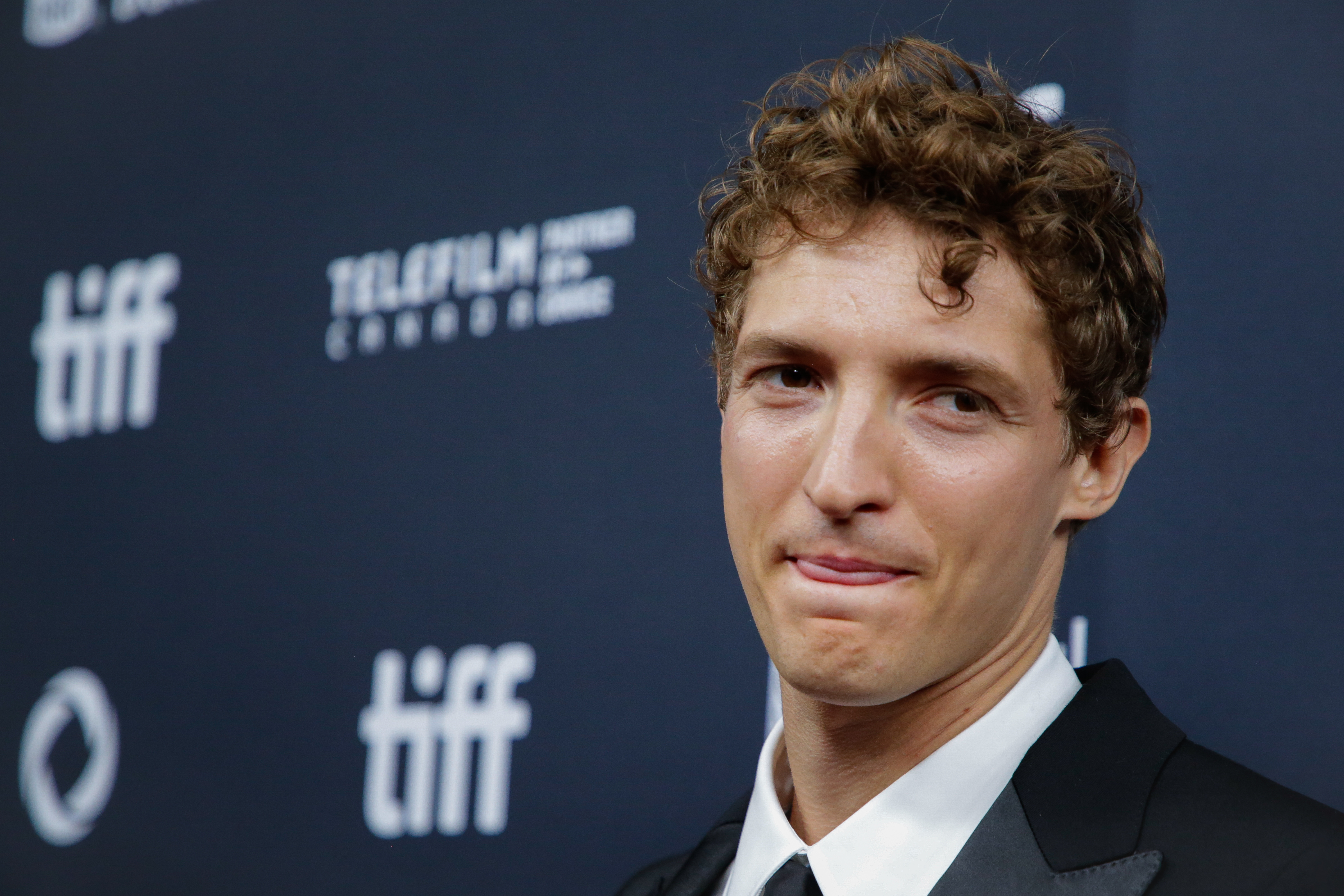
Aliocha Schneider (* 1993)

### Schneider, Am
- Schneider, Ambrosius (1911–2002), deutscher Zisterzienserabt und Ordenshistoriker

### Schneider, An
- Schneider, Ancilla (1905–1976), Benediktiner-Äbtissin, Kirchenmusikerin, Komponistin
- Schneider, André (* 1947), französischer Politiker (Les Républicains)
- Schneider, André (* 1978), deutscher Schauspieler, Schriftsteller und Filmemacher
- Schneider, Andrea (* 1985), deutsche Theater- und Filmschauspielerin, Synchronsprecherin, Podcasterin
- Schneider, Andreas, deutscher Orgelbauer
- Schneider, Andreas (* 1951), deutscher Reiseleiter, Reiseveranstalter und Autor von Reiseführern
- Schneider, Andreas (* 1956), deutscher Fußballspieler
- Schneider, Andreja (* 1964), deutsche Schauspielerin
- Schneider, Andy (* 1959), Schweizer Politiker (SP)
- Schneider, Andy (* 1972), kanadischer Eishockeyspieler
- Schneider, Andy (* 1981), US-amerikanischer Eishockeyspieler und -trainer
- Schneider, Angela (* 1943), deutsche Kunsthistorikerin und Kuratorin
- Schneider, Angela (* 1944), deutsche Politikerin (PDS), MdV, MdL
- Schneider, Angela (* 1959), kanadische Ruderin
- Schneider, Angela (* 1963), österreichische Schauspielerin und Sprecherin
- Schneider, Angie (* 1979), deutsche Rechtswissenschaftlerin und Hochschullehrerin
- Schneider, Anita (* 1961), deutsche Politikerin (SPD)
- Schneider, Anja, deutsche DJ und Produzentin im Bereich der elektronischen Tanzmusik
- Schneider, Anja (* 1968), deutsche Pflegemanagerin, Hospizmanagerin und Politikerin (CDU), MdL
- Schneider, Anja (* 1974), deutsche Ärztin und Hochschullehrerin
- Schneider, Anja (* 1977), deutsche Schauspielerin
- Schneider, Anna (1845–1935), deutsche Frauenrechtlerin
- Schneider, Anna (* 1966), deutsche Schriftstellerin
- Schneider, Anna (* 1990), österreichische JournalistinAnna Schneider (* 1990)

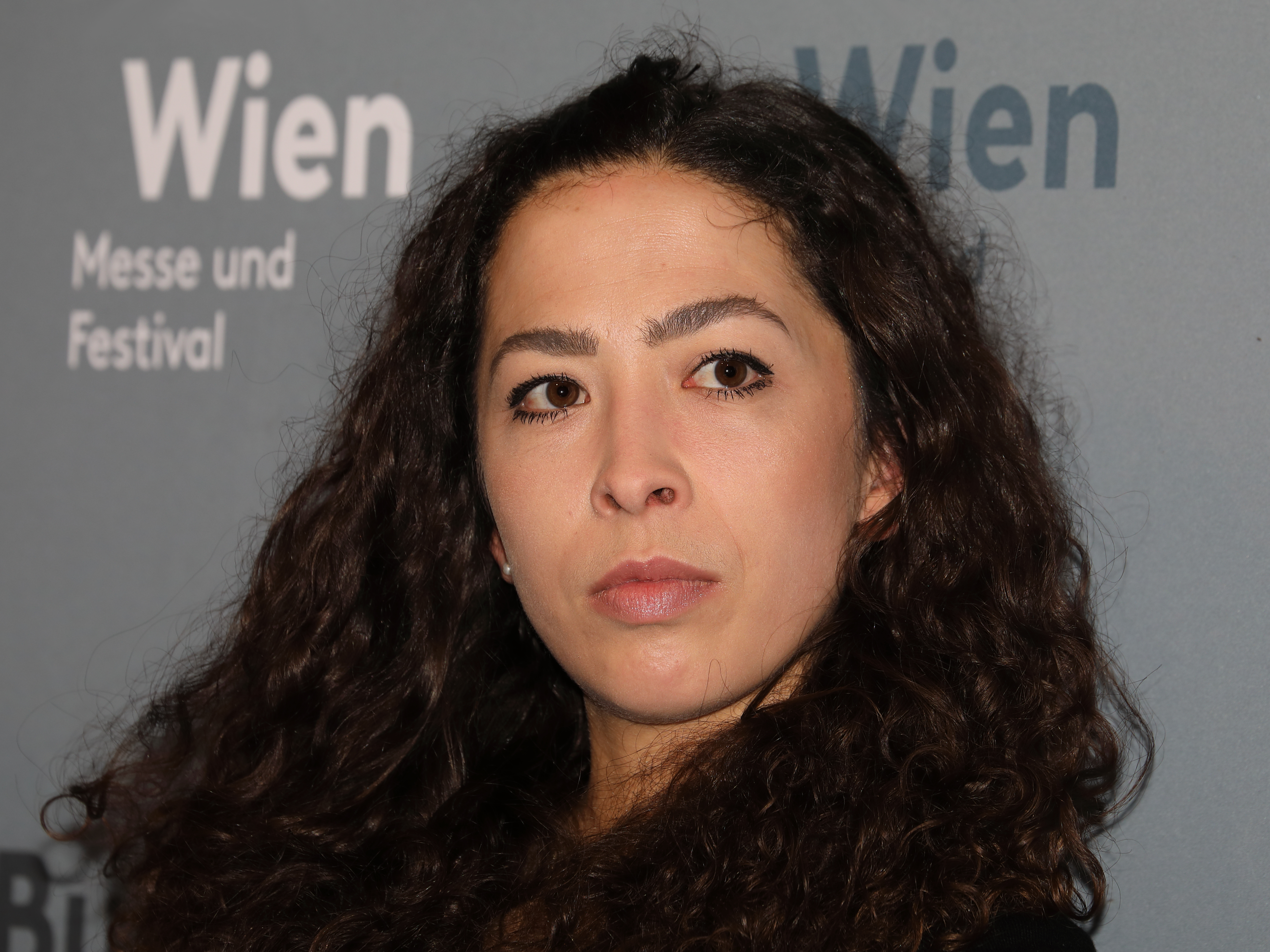
Anna Schneider (* 1990)

- Schneider, Anne (* 1980), deutsche Theaterregisseurin
- Schneider, Anne (* 1983), deutsche Rechtswissenschaftlerin und Hochschullehrerin
- Schneider, Anne-Marie (* 1962), französische Malerin und Grafikerin
- Schneider, Anni (1930–2001), deutsche Politikerin (SPD), MdL
- Schneider, Antje (* 1971), freie Autorin und Filmemacherin
- Schneider, Anton (1798–1867), wolgadeutscher Chronist und Lehrer
- Schneider, Anton (1802–1879), deutscher Jurist und Oberamtmann
- Schneider, Anton (1841–1900), österreichischer Lehrer und Politiker (Deutsche Fortschrittspartei)
- Schneider, Anton (1931–2015), deutscher Hochschullehrer und Wegbereiter der baubiologischen Bewegung
- Schneider, Antonie (* 1954), deutsche Schriftstellerin

### Schneider, Ar
- Schneider, Armin (1906–1986), deutscher Chemiker und Hochschullehrer
- Schneider, Armin (* 1962), deutscher Theologe, Pädagoge und Sozialarbeiter
- Schneider, Arnd (* 1960), deutscher Sozialanthropologe und Hochschullehrer
- Schneider, Arnold (1920–1992), Schweizer Politiker (FDP)
- Schneider, Arthur (1861–1905), deutscher Klassischer Archäologe
- Schneider, Artur (1876–1945), deutscher Philosoph
- Schneider, Artur (* 1993), deutscher Fußballspieler

### Schneider, As
- Schneider, Astrid (* 1965), deutsche Architektin und Politikerin (Bündnis 90/Die Grünen), MdA

### Schneider, At
- Schneider, Athanasius (* 1961), deutsch-kasachischer Theologe und WeihbischofAthanasius Schneider (* 1961)

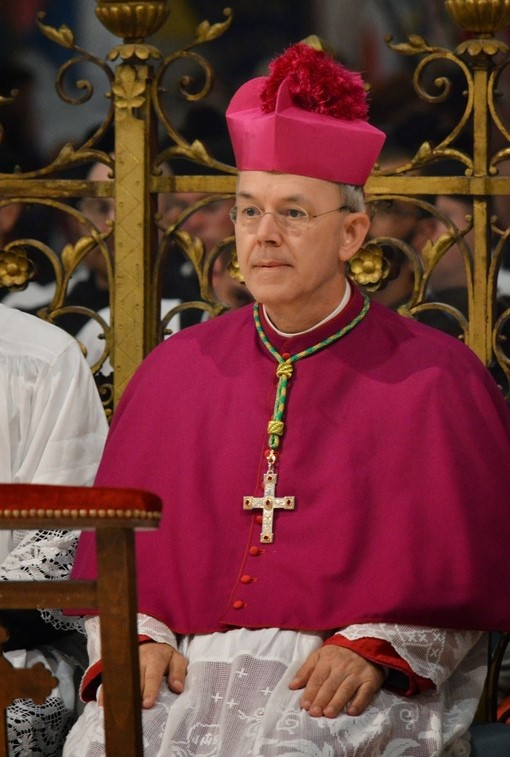
Athanasius Schneider (* 1961)

### Schneider, Au
- Schneider, August (1851–1929), Bürgermeister der Stadt Kattowitz
- Schneider, August (1879–1962), deutscher Politiker (DNVP, CDU), MdL Baden

### Schneider, Ax
- Schneider, Axel (* 1953), deutscher Kultur- und Kunstpädagoge